# Partido Laborista (Chile)
Partido Laborista de Chile fue una organización política chilena de mediados de siglo XX, que surgió de algunos elementos del Partido Agrario, en las zonas campesinas del centro-sur del país.
El 29 de noviembre de 1948 fue fundado nuevamente, luego de haber participado en las elecciones parlamentarias de 1941. En 1957 se fusiona de manera definitiva el tronco doctrinario del laborismo al Partido Agrario Laborista.

## Resultados electorales

### Elecciones parlamentarias
|  | 0,32 % |

|  | 2,52 % |

|  | 1,12 % |

|  | 1,03 % |

|  | 0,06 % |

### Elecciones municipales
|  | 0,03 % |

|  | 0,61 % |